# Cohors II Vasconum
Die Cohors II Vasconum [civium Romanorum] [equitata] (deutsch 2. Kohorte der Vasconen [der römischen Bürger] [teilberitten]) war eine römische Auxiliareinheit. Sie ist durch Militärdiplome und eine Inschrift belegt.

## Namensbestandteile
- Vasconum bzw. Basconum: [der] Vasconen. Die Soldaten der Kohorte wurden bei Aufstellung der Einheit aus dem Volk der Basken rekrutiert. Auf dem Militärdiplom von 122 findet sich die Variante Basconum.

- civium Romanorum: der römischen Bürger bzw. mit römischem Bürgerrecht. Den Soldaten der Einheit war das römische Bürgerrecht zu einem bestimmten Zeitpunkt für herausragende Tapferkeit verliehen worden. Für Soldaten, die nach diesem Zeitpunkt in die Einheit aufgenommen wurden, galt dies aber nicht. Sie erhielten das römische Bürgerrecht erst mit ihrem ehrenvollen Abschied (Honesta missio) nach 25 Dienstjahren. Der Zusatz kommt in den Militärdiplomen, nicht aber in der Inschrift vor.

- equitata:[1] teilberitten. In einer Inschrift, datiert auf den Zeitraum von 193 bis 217 n. Chr. erscheint die Kohorte als II Vasconum equit(atae). (CIL 2, 1086)

Da es keine Hinweise auf den Namenszusatz milliaria (1000 Mann) gibt, war die Einheit eine Cohors equitata mit einer Sollstärke von 600 Mann (480 Mann Infanterie und 120 Reiter), bestehend aus 6 Centurien Infanterie mit jeweils 80 Mann sowie 4 Turmae Kavallerie mit jeweils 30 Reitern.

## Geschichte
Der erste Nachweis der Einheit in der Provinz Britannia beruht auf einem Militärdiplom, das auf 105 n. Chr. datiert ist. In dem Diplom wird die Kohorte als Teil der Truppen (siehe Britannisches Heer) aufgeführt, die in Britannien stationiert waren. Ein weiteres Militärdiplom, das auf 122 datiert ist, belegt die Einheit in Britannien unter dem Statthalter Aulus Platorius Nepos.

## Standorte
Standorte der Kohorte in Britannien sind nicht bekannt.

## Kommandeure
Kommandeure der Einheit sind nicht bekannt.

## Weitere Kohorten mit der BezeichnungCohors II Vasconum
Laut Margaret M. Roxan gab es noch eine weitere Kohorte, die Cohors II Hispana Vasconum, die in Mauretania Tingitana stationiert war. John E. H. Spaul vermutet jedoch, dass die Überreste der Cohors II Vasconum mit der Cohors II Hispana Vasconum um die Mitte des zweiten Jahrhunderts zusammengelegt wurden.